# Klassisk metal
 Der er for få eller ingen kildehenvisninger i denne artikel, hvilket er et problem. Du kan hjælpe ved at angive troværdige kilder til de påstande, som fremføres i artiklen.

Klassisk metal er en betegnelse brugt om den oprindelige heavy metal, der opstod i slutningen 1960'erne. Mange af bandsene under denne genre har sørget for større popularitet til genren heavy metal. Klassisk metal bliver tit perspektiveret til andre genre som glam metal, hard rock og New Wave of British Heavy Metal.
Klassisk metalartister fik meget inspiration af klassisk rock og andre metalbands i samme periode. Nogen af de store bands var Black Sabbath, Alice Cooper, Kiss, Deep Purple, Van Halen, U.F.O. og Led Zeppelin.
Genren klassisk metal havde også stor indflydelse fra 70'ernes punk f.eks. Iron Maiden der havde mange punk elementer på deres to første albums men trak sig så længere væk fra den genre og var med til at definere New Wave of British Heavy Metal.
Klassisk metal fik verdensomspændende succes fra Iron Maiden som havde solgt over 58 million albums gennem 80'erne. Dokken solgte mere end 16 millioner albums bare i USA alene. Derfor har genren haft stor indflydelse på mange kommende metalgenre som f.eks. glam metal, thrash metal, og power metal. Klassiske metalbands var ikke så højtonede som mange af de trash metalbands som de havde indflydelse på som f.eks. Metallica. 